# Coppa Agostoni 1986
La Coppa Agostoni 1986, quarantesima edizione della corsa, si svolse il 7 agosto 1986 su un percorso di 235 km. La vittoria fu appannaggio dell'italiano Marino Amadori, che completò il percorso in 5h44'12", precedendo lo svizzero Heinz Imboden ed il connazionale Claudio Corti.

## Ordine d'arrivo (Top 10)
| Pos. | Corridore                | Squadra                 | Tempo    |
| ---- | ------------------------ | ----------------------- | -------- |
| 1    | Marino Amadori           | Ecoflam-Jollyscarpe-BFB | 5h44'12" |
| 2    | Heinz Imboden            | Cilo-Aufina             | a 4"     |
| 3    | Claudio Corti            | Sup. Brianzoli-Essebi   | a 10"    |
| 4    | Gianni Bugno             | Atala-Ofmega            | s.t.     |
| 5    | Gianbattista Baronchelli | Sup. Brianzoli-Essebi   | s.t.     |
| 6    | Roberto Visentini        | Carrera-Vagabond        | s.t.     |
| 7    | Francesco Moser          | Sup. Brianzoli-Essebi   | a 1'21"  |
| 8    | Pierino Gavazzi          | Atala-Ofmega            | a 1'24"  |
| 9    | Marco Bergamo            | Carrera-Vagabond        | s.t.     |
| 10   | Roberto Pagnin           | Malvor-Bottecchia       | s.t.     |